# Référendums en Côte d'Ivoire
En Côte d'Ivoire, le président de la République est la seule personne habilitée à soumettre un référendum :.

## Origines du référendum
Venu de France pendant la période où la Côte d'Ivoire était une colonie, le premier eut lieu en 1793, pendant la Révolution française.

## Sous le général de Gaulle
Les colonies sont également soumises au vote lors du référendum de 1958 pour la Constitution de 1958.

## Indépendance etIreRépublique

### De 1960 à 1999
Félix Houphouët-Boigny ne propose pas de référendum durant ses mandats successifs car, il est le chef du gouvernement et que le pays est gouverné par un parti unique. Henri Konan Bédié n'aura pas non plus soumis les Ivoiriens au référendum pour faire passé à l'Assemblée nationale le concept d'ivoirité. Mais, le 24 décembre 1999, Henri Konan Bédié est renversé par un coup d'État.

### 2000, régime militaire du général Guéï
Robert Guéï, devient chef d'État après le coup d'État du 24 décembre 1999, mais n'instaure pas de dictature militaire, il tient au contraire à rétablir la démocratie et organise en 2000 le premier référendum ivoirien.

## LaIIeRépublique
Laurent Gbagbo, élu le 26 octobre 2000 voit les contestations monter et le pays part en crise le 19 septembre 2002, soit un an après les attentats du 11 septembre 2001. Bilan, Robert Guéï et sa femme furent assassinés, meurtres souvent attribués aux forces du président ivoirien. Après de nombreux accords de paix, le 29 mars 2007, le président ivoirien signe enfin un accord qui maintiendra la paix jusqu'après l'élection présidentielle ivoirienne de 2010. Du coup, aucun référendum ne fut organisé depuis 2000.